# 克爾科諾謝國家公園

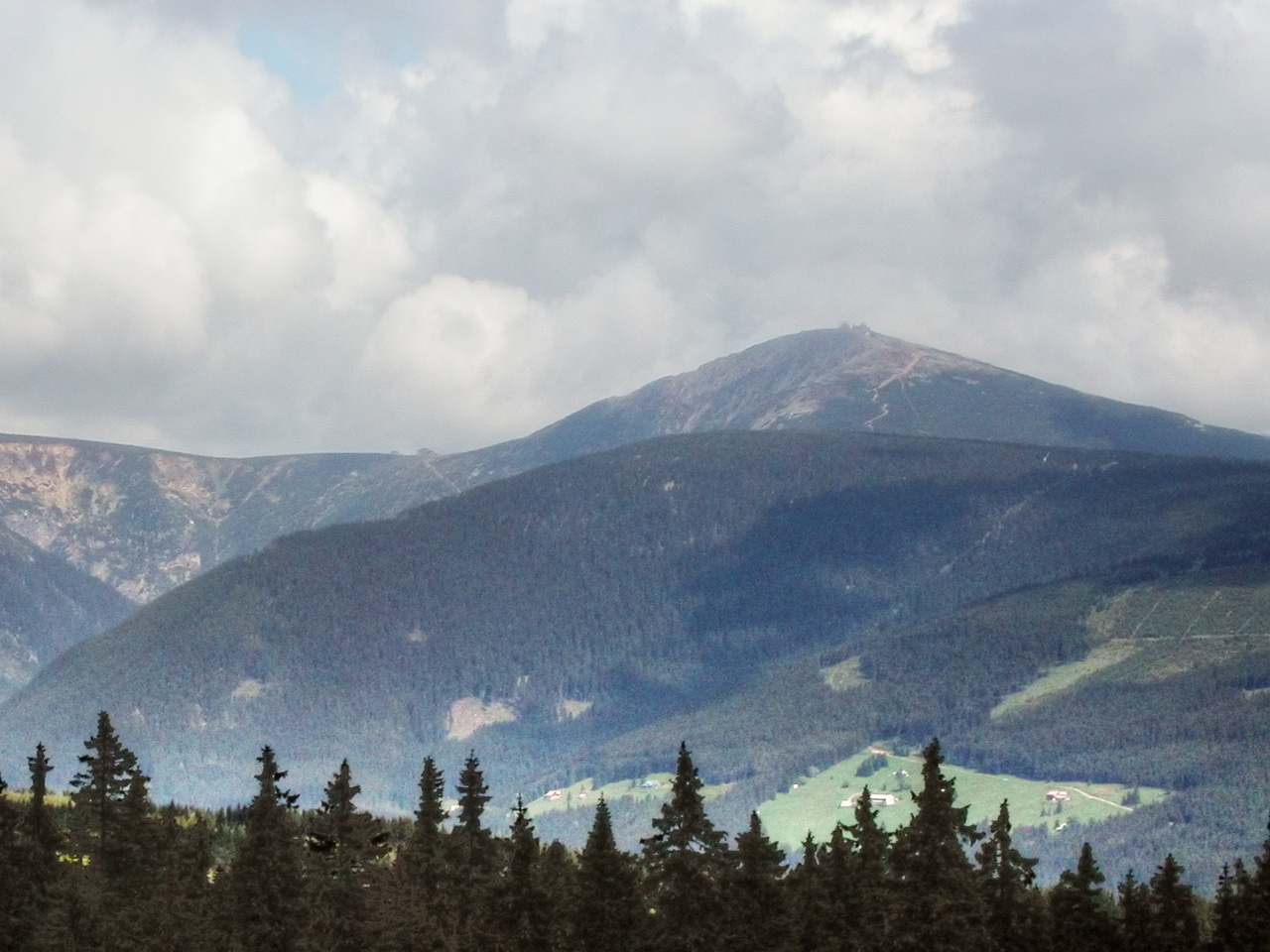

克爾科諾謝國家公園（捷克語：Krkonošský národní park）是捷克的國家公園，位於該國北部克爾科諾謝山，由利貝雷茨州和赫拉德茨-克拉洛韋州負責管轄，始建於1963年5月17日，面積549平方公里，最高點海拔高度1,602米。

## 外部連結
- Official website of the park （页面存档备份，存于）
- Forests of Krkonoše National Park (youtube video) （页面存档备份，存于）